# Das Stacheltier: Hoch die Tassen
Das Stacheltier: Hoch die Tassen ist ein in Schwarzweiß gedrehter deutscher satirischer Kurz-Spielfilm aus dem DEFA-Studio für Spielfilme von Harald Röbbeling aus dem Jahr 1955.

## Handlung
In einer Ost-Berliner Kneipe trifft sich eine fröhliche Runde, um gemeinsam Alkohol zu trinken, aber nicht nur das, auch der Winkeladvokat Anton ist unter ihnen, der aber immer nur Tee trinkt. Als der bereits völlig betrunkene Willi an den Tresen zum Gastwirt Otto geht, um sich noch einen Schnaps einschenken zu lassen, verweigert dieser das mit der Begründung, dass Alkohol knapp sei und in seiner Gaststätte bereits alle ist. Mit dieser Information geht Willi zurück zu seinem Tisch, um dieses Wissen sofort zu verbreiten. Das Gerücht von der Rationierung macht natürlich sofort seine Runde.
Als Anton nach Hause kommt, verrät er seiner Frau Johanna, dass er deshalb beschlossen hat, seine gesparten 2000 Mark in Alkohol anzulegen, um diesen bei einer weiteren Verknappung teurer wieder zu verkaufen. Im West-Berliner Rundfunksender RIAS wird bereits aus zuverlässiger Quelle über die Lieferprobleme von Alkohol im Ostsektor Berlins berichtet, so dass schnell die ganze Stadt darüber spricht. Auch der Gastwirt Otto wartet bereits auf seine längst fällige Lieferung, während Antons gehortetes Lager immer größer wird.
Während in einem Ost-Berliner Rundfunksender die Meldung verbreitet wird, dass die momentanen Lieferprobleme einer Schnapsfabrik überwunden sind, geht in Ottos Kneipe die Tür auf und es werden mehrere Harasse mit Alkohol hereingetragen. Wieder zu Hause eingetroffen, hört Anton von seiner Frau, dass nun seine 2000 Mark wohl futsch seien. Daraufhin geht der Teetrinker in den Keller, um vor lauter Verzweiflung seine Alkoholreserven selbst auszutrinken.

## Produktion
Der Schwarzweißfilm Das Stacheltier: Hoch die Tassen lief ab dem 1. April 1955 als Vorfilm in den Kinos der DDR. Für die Herstellung der Folge 42, die unter dem Arbeitstitel Das Gerücht gedreht wurde, war die Produktionsgruppe „Satirischer Kurzfilm“ in den DEFA-Studios verantwortlich.